# 田畑和美
田畑 和美（たばた かずみ、1943年 - 2020年） 松濤館 空手八段のグランドマスターである。 1943年に日本で生まれ、13歳で空手を始めた。高校入学後、鹿児島の保勇師範が主宰する少林寺流空手道錬心舘で二段を習得。その後早稲田大学に進学して空手部に入部し、船越義珍師範の最初の弟子の一人であり、日本空手協会の初代会長である小幡功の下で松濤館流空手を学ぶ。大学卒業後に小幡の勧めで渡米し北米空手道連盟（NAKF）とニューイングランド大学空手会議（NECKC）を設立し、米国のマサチューセッツに在住し、定期的に教えている。現在、松濤館流と少林寺流錬心舘の多彩な蹴り技を合わせたものが田畑空手となってい。
代表的な著書に『POWER KARATE : BASIC KARATE TECHNIQUES FOR COLLEGES』（1974）、『アメリカ人に怪物と呼ばれた男』（1982年）、『試合・実戦を制する　空手自由組手』（1983年）等多数。

## ニューイングランド大学空手会議
ニューイングランド大学空手会議は、 ボストンを中心とするニューイングランド地域の大学のグループであり、田畑和美によって設立され、その下で指導を受けている。 NAKFの姉妹組織。 現在のメンバーは以下にリストされており、過去のメンバーにはイェール大学とマサチューセッツ大学アマーストも参加している。 

### 現在のメンバー
- ボストンカレッジ
- ボストン大学
- マサチューセッツ工科大学
- タフツ大学
- マサチューセッツ大学ローウェル
- ウェルズリー大学